# Luca Marrone
Luca Marrone (Bosconero, 28. ožujka 1990.) talijanski je nogometaš koji trenutačno igra za Juventus.

## Klupska karijera

### Juventus
Marrone koji je od malena bio navijač Juventusa, priključio se voljenom klubu sa samo 10 godina te je kroz Juventusovu školu nogometa došao do rezervne momčadi ili Primavere. Nakon što je svojim igrama u Primaveri privukao na sebe pažnju skauta tadašnji trener Juventusa Ciro Ferrara poziva ga da se priključi prvoj momčadi na pripremama za 2009/10 sezonu. Nakon što je igrao na raznim turnirima i prijateljskim utakmcaama, Marrone je pozvan na prvu utakmicu sezone protiv Chieva kada je i debitirao za prvu momčad ušavši u 70. minuti kao zamjena za Portugalca Tiaga. Također je zaradio i žuti karton u toj utakmici. U rujnu iste godine zabilježio je i svoj drugi nastup za Juventus kada je pred kraj utakmice ušao kao zamjena za Maura Camoranesija.

### Posudba u Sienu
U srpnju 2010. Marrone je zajedno sa suigračem iz Primavere, Cirom Immobileom poslan na jednogodišnju posudbu u Sienu. Imao je dobru sezonu u Serie B sa Sienom pod vodstvom bivšeg igrača Juventusa Antonia Contea. Sieni je pomogao da dođe do 2. mjesta i osigura plasman u Serie A. Početkom ljeta 2011. vratio se u Juventus.

### Povratak u Juventus
Marrone je trebao biti posuđen još jedanput u samo dvije sezone no Antonio Conte, koji je u međuvremenu postao trener Juventusa zaustavio je sve pregovore s drugim klubovima rekavši kako je mladi Marrone u njegovim planovima za sljedeću sezonu. Prvu službenu utakmicu za Juventus po povratku s posudbe odigrao je u kup utakmici protiv Bologne kada je Juventus pobijedio 2-1 nakon produžetaka. U ligi je kao zamjena ušao u gostujućoj utakmici protiv Leccea u siječnju 2012.
21. siječnja 2012. sjajno je asistirao Emanueleu Giaccheriniju za drugi pogodak Juventusa u pobijedi 2-0 protiv Atalante u Bergamu.
U sezoni 2011./12. nosio je broj 34, no za vrijeme priprema iz kluba su objavili da će Marrone sljedeće sezone nositi broj 39 na leđima.
U zadnjem kolu pobjedničke sezone po Juventus, Marrone je postigao vodeći pogodak protiv Atalante, a to mu je bio prvijenac u Juventusovome dresu u Serie A.

## Reprezentativna karijera
Debitirao je 13. listopada 2009. za talijansku U-21 reprezentaciju pod vodstvom Pierluigija Casiraghija u kvalifikacijskoj utakmici protiv Bosne i Hercegovine. U ožujku 2010. zabio je gol volejem s 20 metara u 2-0 pobijedi protiv Mađarske koja je Talijanima osigurala drugo mjesto u njihovoj kvalifikacijskoj skupini. Pod vodstvom bivšeg trenera iz Juventusa, Cire Ferrare nastavlja redovito igrati za U-21 reprezentaciju.

## Klupska statistika
| Informacije | Informacije | Informacije | Liga | Liga | Kup  | Kup  | Europa | Europa | Ukupno | Ukupno |
| Klub        | Sezona      | Liga        | Nas. | Gol. | Nas. | Gol. | Nas.   | Gol.   | Nas.   | Gol.   |
| ----------- | ----------- | ----------- | ---- | ---- | ---- | ---- | ------ | ------ | ------ | ------ |
| Juventus    | 2009./10.   | Serie A     | 2    | 0    | 0    | 0    | 0      | 0      | 2      | 0      |
| Siena       | 2010./11.   | Serie B     | 18   | 1    | 1    | 0    |        |        | 19     | 1      |
| Juventus    | 2011./12.   | Serie A     | 3    | 1    | 3    | 0    |        |        | 6      | 1      |
| Ukupno      | Ukupno      | -           | 23   | 2    | 4    | 0    | 0      | 00     | 26     | 2      |

## Vanjske poveznice
- Profil na Juventus F.C. službenim stranicama
- (tal.) Profil  Arhivirana inačica izvorne stranice od 9. veljače 2015. (Wayback Machine) na Italian FA internetskoj stranici
- Profil na uefa.com